# Azat-le-Ris
Azat-le-Ris este o comună în departamentul Haute-Vienne din centrul Franței. În 2009 avea o populație de 267 de locuitori.

## Evoluția populației
| An        | 1975 | 1982 | 1990 | 1999 | 2006 | 2009 |
| --------- | ---- | ---- | ---- | ---- | ---- | ---- |
| Populație | 468  | 381  | 310  | 294  | 279  | 267  |